# Иван Матанов
Иван Матанов е български поет и журналист. Първи заместник главен редактор на вестник „Стандарт“. Автор на стихосбирките „Вратата отварям“, „Аванс за трубадура“, „Мъртвият кораб“.

## Биография
Иван Матанов е роден на 20 май 1952 г. в град София. Завършил е Софийския държавен университет.

## Творби
Иван Матанов е автор на стихосбирките:
- „Вpатата отваpям“ (1977)
- „Aванc за тpубадуpа“ (1982)
- „Aмниcтия“ (1986)
- „Cвидeтeлcтва“ (1990)
- „Китайcки peцeпти“ (1991)
- „Йepоглифи въpxу пяcъка“ (1993)
- „Мъртвият кораб“ (2007)
- „Не споменавай морето“ (2012)

## Награди
- Носител на наградата „Рицар на книгата“ в Категория „Печатни медии – вестници и списания“ за 2006 г.[4] и 2012 г.[5]
- Носител на Националната литературна награда за поезия „Слав Хр. Караславов“ в Първомай (2013)[6]